# Каръл (филм)
„Каръл“ (на английски: Carol) е британско-американски романтичен драматичен филм от 2015 г. на режисьора Тод Хейнс. Сценарият, написан от Филис Наги, се основава на едноименния роман на Патриша Хайсмит от 1952 г. Снимките на филма започват на 12 март 2014 г. в Синсинати, Охайо и приключват на 25 април. Премиерата е на 17 май 2015 г. на кинофестивала в Кан.

## Сюжет
През 1952 г. младата фотографка и продавачка в магазин - Терезе Беливе (Руни Мара) случайно се запознава с Карол Еърд (Кейт Бланшет), която е омъжена жена с дете, но пред развод. Двете започват романс, който продължава сравнително дълго, но обстоятелствата ги принуждават да го прекратят.

## Награди и номинации
| Категория                              | Номиниран(и)                | Резултат                    |
| Оскар (28 февруари 2016 г.)            | Оскар (28 февруари 2016 г.) | Оскар (28 февруари 2016 г.) |
| -------------------------------------- | --------------------------- | --------------------------- |
| Най-добри костюми                      | Най-добри костюми           | номинация                   |
| Най-добър адаптиран сценарий           | Филис Наги                  | номинация                   |
| Най-добра кинематография               | Едуард Лакман               | номинация                   |
| Най-добра филмова музика               | Картър Бъруел               | номинация                   |
| Най-добра женска роля                  | Кейт Бланшет                | номинация                   |
| Най-добра поддържаща женска роля       | Руни Мара                   | номинация                   |
| Награда на БАФТА (14 февруари 2016 г.) |                             |                             |
| Най-добър филм                         | Най-добър филм              | номинация                   |
| Най-добри декори                       | Най-добри декори            | номинация                   |
| Най-добри костюми                      | Най-добри костюми           | номинация                   |
| Най-добър грим и прически              | Най-добър грим и прически   | номинация                   |
| Най-добра режисура                     | Тод Хейнс                   | номинация                   |
| Най-добър адаптиран сценарий           | Филис Наги                  | номинация                   |
| Най-добра кинематография               | Едуард Лакман               | номинация                   |
| Най-добра актриса в главна роля        | Кейт Бланшет                | номинация                   |
| Най-добра актриса в поддържаща роля    | Руни Мара                   | номинация                   |
| Златен глобус (10 януари 2016 г.)      |                             |                             |
| Най-добър филм – драма                 | Най-добър филм – драма      | номинация                   |
| Най-добър режисьор                     | Тод Хейнс                   | номинация                   |
| Най-добра филмова музика               | Картър Бъруел               | номинация                   |
| Най-добра актриса в драматичен филм    | Кейт Бланшет                | номинация                   |
| Най-добра актриса в драматичен филм    | Руни Мара                   | номинация                   |
| Сателит (21 февруари 2016 г.)          |                             |                             |
| Най-добра филмова музика               | Картър Бъруел               | награда                     |
| Най-добър филм                         | Най-добър филм              | номинация                   |
| Най-добър филмов монтаж                | Афонсо Гонкалвес            | номинация                   |
| Най-добра актриса                      | Кейт Бланшет                | номинация                   |
| Най-добра актриса в поддържаща роля    | Руни Мара                   | номинация                   |
| Емпайър (20 март 2016 г.)              |                             |                             |
| Най-добри костюми                      | Най-добри костюми           | номинация                   |